# Carsten Wilhelm Soltau

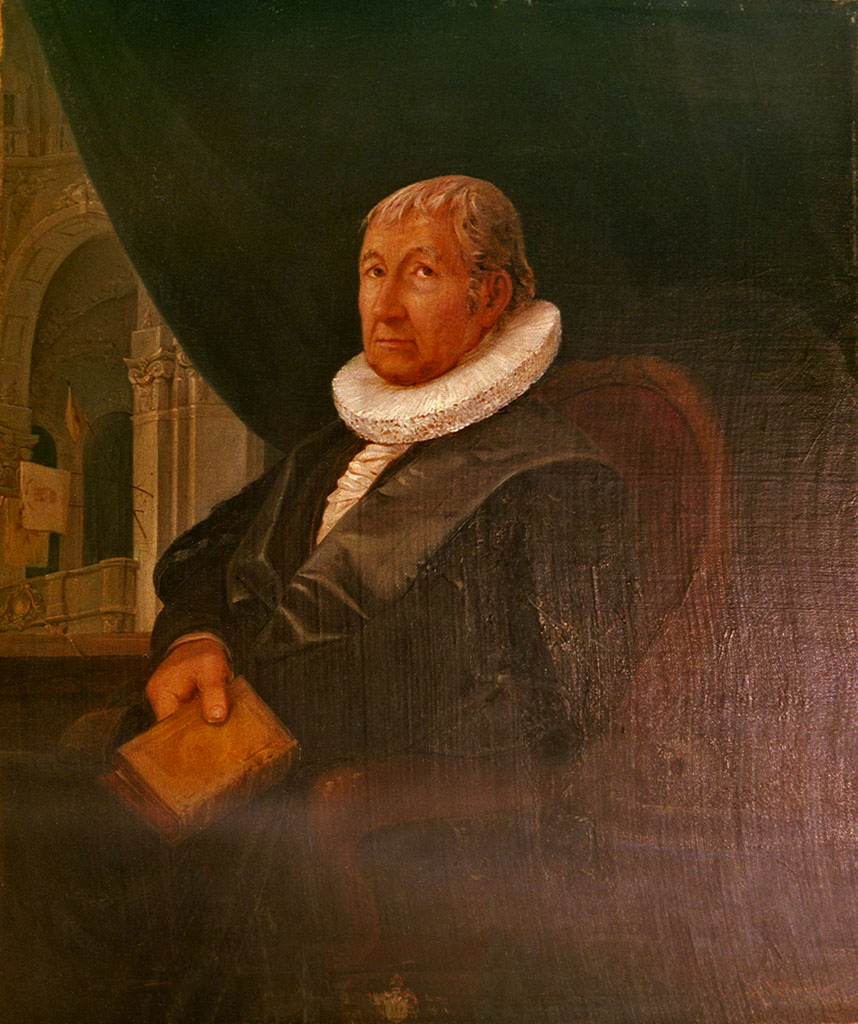
Porträt (posthum) Carsten Wilhelm Soltau (in der Hauptkirche St. Michaelis) von Hermann Wilhelm Soltau, 1838, Hamburger Kunsthalle

Carsten Wilhelm Soltau (* 13. August 1767 in Bergedorf; † 10. November 1836 in Hamburg) war ein deutscher Kaufmann, Präses der Handelskammer Hamburg, Oberalter und Maire-Adjoint von Hamburg in der Hamburger Franzosenzeit.

## Leben
Carsten Wilhelm Soltau wurde als Sohn des Holzhändlers und Bürgermeisters von Bergedorf Martin Wilhelm Soltau (* 25. September 1720 in Bergedorf; † 31. Juli 1801 ebenda) und dessen dritten Ehefrau Anna Margarethe, geborene Gräpel (getauft 16. März 1743 in Bergedorf; † 25. September 1825 ebenda) in Bergedorf geboren. Dietrich Wilhelm Soltau war ein Halbbruder aus der ersten Ehe seines Vaters.
Carsten Wilhelm etablierte sich als Kaufmann in Hamburg, wurde am 3. Oktober 1793 an den Bürgerzoll gewählt, am 12. April 1798 zum Adjunkten, am 25. Oktober an die Brotordnung, die Viehaccise und die Vorhökerei, am 10. Oktober 1799 an die Bieraccise, 1800 zum Armenvorsteher, 1801 an das Schoss und am 10. November zum Subdiakon, am 10. Juli 1802 Kriegskommissar, 1804 an den Kalkhof und am 4. August des Jahres in die Commerz-Deputation (1867 in Handelskammer Hamburg umbenannt), deren Präses er von Mai 1808 bis April 1809 war. Am 23. November 1809 wurde er an die Hamburger Bank gewählt. Am 10. September 1810 wurde er Altadjungierter der Commerz-Deputation, am 29. Dezember Mitglied der Deputation, die sich mit dem Rat bemühen sollte, das Unglück, von Frankreich einverleibt zu werden, nach Kräften zu mildern. Am 25. Dezember 1812 wurde er Jurat, am 20. März 1813 Mitglied der Organisations-Deputation und am 22. Juni Diakon.
Bei der zweiten Besatzung durch die Franzosen, ab Juni 1813, wurde Carsten Wilhelm Soltau von der französischen Verwaltung zum stellvertretenden Bürgermeister beziehungsweise zum Maire-Adjoint ernannt, was einige Hamburger, die lieber die alte Ordnung gehabt hätten, verstimmte. Aus diesem Grund verfasste Soltau nach der Besatzung seine Rechtfertigung Ueber meine Verwaltung als Adjunct-Maire in den Jahren 1813 und 1814 und veröffentlichte diese 1815.
Am 23. Dezember 1818 wurde er in die Deputation zur Organisation der Gerichte gewählt, am 17. Mai 1821 in die Deputation der Zollfrage, am 27. Mai 1823 zum Vorsteher des St. Johannis-Klosters, 1825 zum Gotteskastenverwalter und am 12. Oktober 1829 in die große Entscheidungsdeputation der Zollfrage. 1831 brach in Hamburg eine Choleraepidemie aus, was zur Folge hatte, dass aus jedem der fünf Kirchspiele jeweils zwei Bürger auserwählt wurden, um den jeweiligen Oberalten zu unterstützen, der Epidemie Herr zu werden. Soltau war einer der zehn Auserwählten. 1832 war die Epidemie abgeebbt. Am 7. Oktober 1835 wurde Soltau Oberalter für das Michaelis-Kirchspiel und verstarb am 10. November 1836.
Carsten Wilhelm Soltau war Freimaurer, er war Meister vom Stuhl der Johannisloge Ferdinande Caroline zu den drei Sternen und gehörte damit auch der Großen Loge von Hamburg an.
Mit seiner Frau Johanna Henriette Catharina, geborene Sprockhoff (* 26. November 1772 in Braunschweig; † 19. Februar 1845), die er am 16. Oktober 1796 heiratete, hatte er zwei Töchter und sieben Söhne, darunter der Maler Hermann Wilhelm Soltau, der ihn mindestens zweimal posthum malte.
Der Maler und Kupferstecher Leonhard Heinrich Hessell fertigte ebenfalls ein Porträt von Carsten Wilhelm Soltau an, das diesen in jungen Jahren zeigt und als Aquatinta erschien. Ein Blatt der Auflage befindet sich in der Graphischen Sammlung des Germanischen Nationalmuseums in Nürnberg.

## Publikationen
- Ueber meine Verwaltung als Adjunct-Maire in den Jahren 1813 und 1814. Ein Manuscript für Freunde, Hamburg 1815.
- Der zweyten Säcular-Feyer der Hamburger Bank am 22. Februar 1819 gewidmet, Meissner, Hamburg 1819.
- Die Hamburgischen Zuckersiedereien in Hinsicht auf ihre Concurrenz mit den Zuckersiedereien im Norden und im Innern von Deutschland, Hoffmann und Campe, Hamburg 1820 (Digitalisat).
- Beleuchtung einer kleinen Schrift: Die Mystiker und der Freidenker, Hamburg 1828.
- Nachklänge aus dem Heiligthum, Hamburg 1836 (Zum Teil poetische Umschreibungen von Predigten des Seniors August Jacob Rambach).
- Mehrere Gedichte in der Zeitschrift Nordischer Musenalmanach und anderen Zeitschriften